# Hoa hậu Trái Đất 2007
Hoa hậu Trái Đất 2007 là cuộc thi Hoa hậu Trái Đất lần thứ 7 được tổ chức tại Nhà hát Trường Đại học Philippines ở Thành phố Quezon, Philippines vào ngày 11 tháng 11 năm 2007. Ngoài ra, cuộc thi còn có một phần thi đặc biệt tại thành phố Nha Trang, Việt Nam với sự tham gia của 30 thí sinh, kéo dài từ ngày 30 tháng 10 đến ngày 1 tháng 11. Cuộc thi năm nay quy tụ 88 người đẹp tham dự. Dẫn chương trình cho cuộc thi là một VJ của MTV châu Á, Greg "Utt" Panichkul với Hoa hậu Trái Đất 2004 Priscilla Meirelles và Ginger Conejero dẫn dắt trong hậu trường. Vương miện đã thuộc về Jessica Trisko, đến từ Canada. Cô được trao vương miện bởi Hoa hậu Trái Đất 2006 đến từ Chile, Hil Hernández. Đây là lần đầu tiên Canada chiến thắng tại đấu trường sắc đẹp này và cũng là lần thứ ba tại Tứ đại Hoa hậu sau khi Natalie Glebova đăng quang Hoa hậu Hoàn vũ 2005.

## Xếp hạng

Trường Đại học Philippines, địa điểm chính thức diễn ra cuộc thi Hoa hậu Trái Đất 2007.

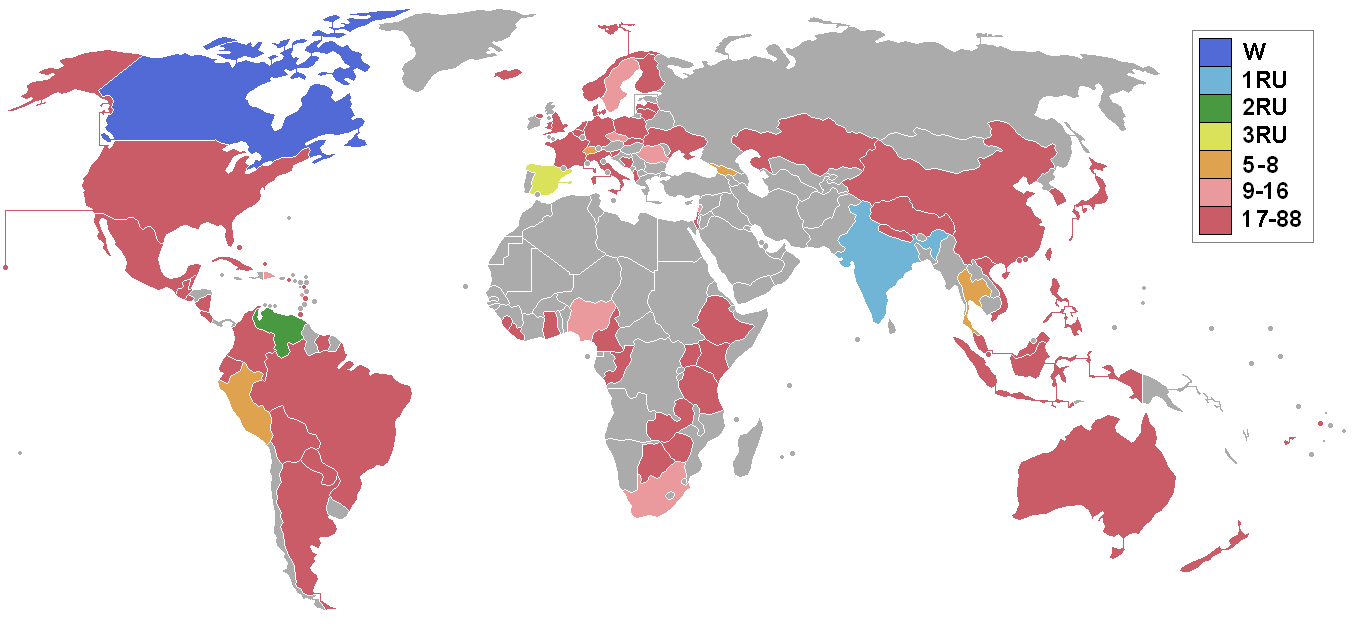
Các quốc gia và lãnh thổ tham gia Hoa hậu Trái Đất 2007 và kết quả.

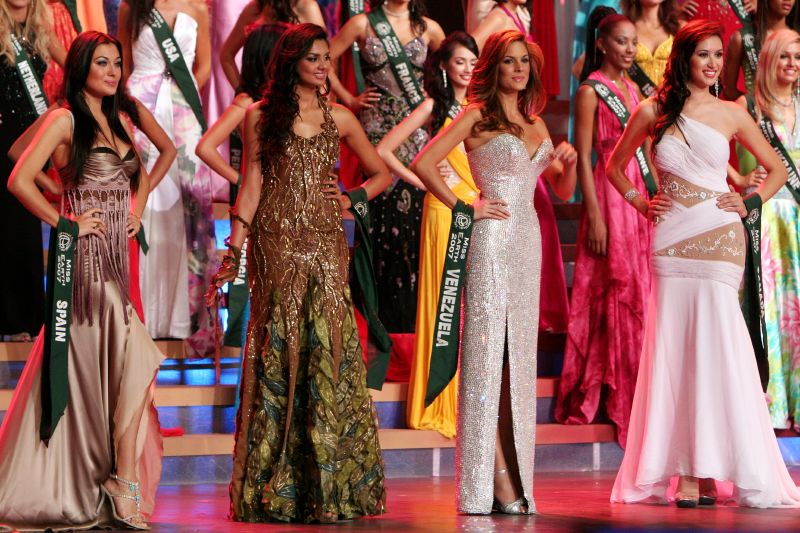
Top 4 Hoa hậu Trái Đất 2007.

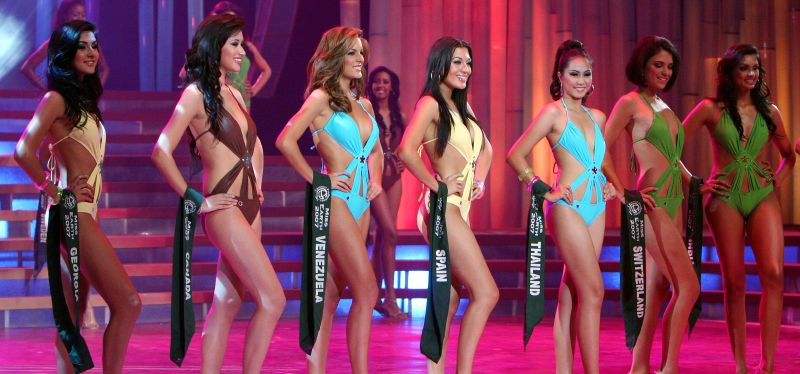
7 thí sinh trong Top 8 Hoa hậu Trái Đất 2007.

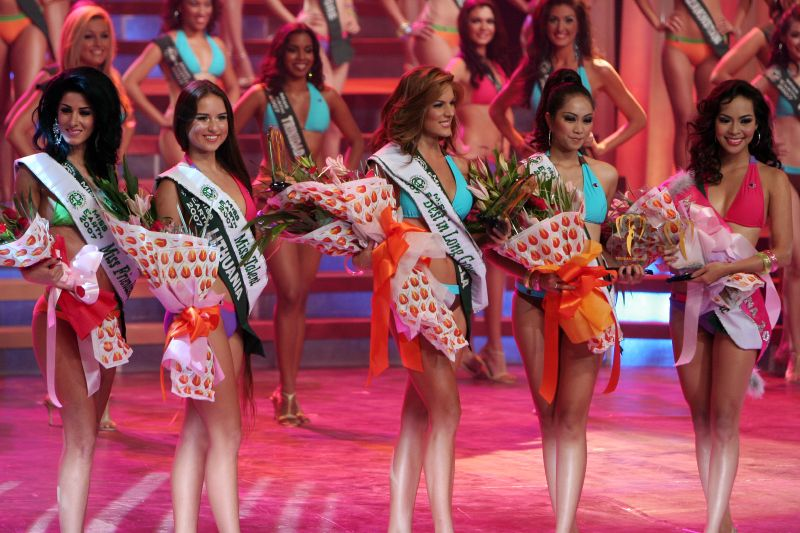
Các giải thưởng phụ của Hoa hậu Trái Đất 2007.

### Kết quả chung cuộc
| Kết quả cuối cùng           | Thí sinh |
| --------------------------- | --- |
| Hoa hậu Trái Đất 2007       | - Canada – Jessica Trisko |
| Hoa hậu Không khí (Á hậu 1) | - Ấn Độ – Pooja Chitgopekar |
| Hoa hậu Nước (Á hậu 2)      | - Venezuela – Silvana Santaella |
| Hoa hậu Lửa (Á hậu 3)       | - Tây Ban Nha – Angela Gomez |
| Top 8                       | - Georgia – Nanka Mamasakhlisi - Peru – Odilia Garcia - Thụy Sĩ – Stefanie Gossweiler - Thái Lan – Jiraporn Sing-ieam † |
| Top 16                      | - Cộng hòa Séc – Eva Čerešňáková - Cộng hòa Dominican – Themys Febriel - Liban – Amale Al-Khoder - Martinique – Élodie Delor - Nigeria – Stacey Garvey - Romania – Alina Gheorge - Nam Phi – Bokang Montjane - Thụy Điển – Ivana Gagula |

### Giải thưởng phụ
| \| Giải thưởng \| Quốc gia \| Thí sinh \| \| ---------------------------- \| ----------- \| ----------------------- \| \| Sắc đẹp vì một mục tiêu \| Nam Phi \| Bokang Montjane \| \| Hoa hậu Thân thiện \| Liban \| Amale Al-Khoder \| \| Hoa hậu Tài năng \| Litva \| Monica Baliunaite \| \| Trang phục dân tộc đẹp nhất \| Thái Lan \| Jiraporn Sing-ieam † \| \| Trang phục dạ hội đẹp nhất \| Venezuela \| Silvana Santaella \| \| Trình diễn áo tắm đẹp nhất \| Venezuela \| Silvana Santaella \| \| Hoa hậu Ảnh \| Philippines \| Jeanne Angeles Harn \| \| Trình diễn áo dài đẹp nhất \| Brazil \| Patricia Andrade \| \| Hoa hậu Thời trang \| Việt Nam \| Trương Tri Trúc Diễm[1] \| \| Hoa hậu có hình thể đẹp nhất \| Peru \| Odilia Garcia \| \| Hoa hậu Duyên dáng \| Hàn Quốc \| Yoo Ji-Eun \| \| Miss Psalmstre Placenta \| Venezuela \| Silvana Santaella \| \| Miss Fontana \| Hàn Quốc \| Yoo Ji-Eun \| \| Gandang Ricky Reyes Award \| Venezuela \| Silvana Santaella \| \| Hoa hậu Quyến rũ \| Hàn Quốc \| Yoo Ji-Eun \| \| Giải về môi trường \| Canada \| Jessica Trisko \| \| Miss Placenta \| Venezuela \| Silvana Santaella \| \| Hoa hậu Du lịch sinh thái \| Cuba \| Ariana Barouk \| | Giải thưởng được trao ở Philippines Giải thưởng được trao ở Việt Nam |                      |
| Giải thưởng | Quốc gia                                                             | Thí sinh             |
| Sắc đẹp vì một mục tiêu | Nam Phi                                                              | Bokang Montjane      |
| Hoa hậu Thân thiện | Liban                                                                | Amale Al-Khoder      |
| Hoa hậu Tài năng | Litva                                                                | Monica Baliunaite    |
| Trang phục dân tộc đẹp nhất | Thái Lan                                                             | Jiraporn Sing-ieam † |
| Trang phục dạ hội đẹp nhất | Venezuela                                                            | Silvana Santaella    |
| Trình diễn áo tắm đẹp nhất | Venezuela                                                            | Silvana Santaella    |
| Hoa hậu Ảnh | Philippines                                                          | Jeanne Angeles Harn  |
| Trình diễn áo dài đẹp nhất | Brazil                                                               | Patricia Andrade     |
| Hoa hậu Thời trang | Việt Nam                                                             | Trương Tri Trúc Diễm |
| Hoa hậu có hình thể đẹp nhất | Peru                                                                 | Odilia Garcia        |
| Hoa hậu Duyên dáng | Hàn Quốc                                                             | Yoo Ji-Eun           |
| Miss Psalmstre Placenta | Venezuela                                                            | Silvana Santaella    |
| Miss Fontana | Hàn Quốc                                                             | Yoo Ji-Eun           |
| Gandang Ricky Reyes Award | Venezuela                                                            | Silvana Santaella    |
| Hoa hậu Quyến rũ | Hàn Quốc                                                             | Yoo Ji-Eun           |
| Giải về môi trường | Canada                                                               | Jessica Trisko       |
| Miss Placenta | Venezuela                                                            | Silvana Santaella    |
| Hoa hậu Du lịch sinh thái | Cuba                                                                 | Ariana Barouk        |

### Thứ tự công bố
| 1. Peru 2. Martinique 3. Tây Ban Nha 4. Georgia 5. Ấn Độ 6. Nigeria 7. Romania 8. Thụy Sĩ 9. Venezuela 10. Cộng hòa Séc 11. Thái Lan 12. Nam Phi 13. Liban 14. Thụy Điển 15. Canada 16. Cộng hòa Dominican | 1. Georgia 2. Peru 3. Canada 4. Ấn Độ 5. Thụy Sĩ 6. Venezuela 7. Thái Lan 8. Tây Ban Nha | 1. Tây Ban Nha 2. Ấn Độ 3. Venezuela 4. Canada |

## Phần ứng xử hay nhất
Câu hỏi trong phần thi ứng xử của Hoa hậu Trái Đất 2007: "Bạn sẽ miêu tả vẻ đẹp của Mẹ Trái Đất như thế nào cho một em nhỏ khiếm thị?"
Câu trả lời của Hoa hậu Trái Đất 2007: "Tôi sẽ nói rằng vẻ đẹp ấy có mùi hương ngọt ngào như những bông hồng ngọt ngào nhất, vẻ đẹp ấy mềm mại như những chiếc lá mềm nhất, và vẻ đẹp ấy cất tiếng hát như những chú chim trên cây" - Jessica Trisko, đại diện của Canada.

## Dẫn chương trình
- Utt Panichkul (VJ Utt - MTV châu Á)
- Priscilla Meirelles (Hoa hậu Trái Đất 2004)
- Ginger Conejero (Á hậu 1 Hoa hậu Trái Đất Philippines 2006)

## Nhạc nền
- Phần mở đầu: "Woman of the Earth" của Samantha Monzon (Bản tiếng Anh và tiếng Tây Ban Nha)
- Phần thi áo tắm: "Mama Say" (Original Mix) của Alez del Toro
- Phần thi trang phục dạ hội: "I'll Take Care Of You" và "My Kind Of Girl" của Richard Poon (hát trực tiếp)

## Ban giám khảo
| Số thứ tự | Giám khảo                  | Chức vụ, nghề nghiệp                                    |
| --------- | -------------------------- | ------------------------------------------------------- |
| 1         | Andrea Mastellone          | Tổng Giám đốc, thương nhân Khách sạn Manila             |
| 2         | Nguyễn Công Khế            | Tổng Biên tập Báo Thanh niên                            |
| 3         | Jose Ramon Olives          | Chủ tịch kênh ABS-CBN                                   |
| 4         | Arch. Nestor Mangio        | Chủ tịch Tập đoàn Sân bay Quốc tế Clark                 |
| 5         | Hong Jin                   | Giám đốc Hãng Hàng không Korean Air                     |
| 6         | Crystal Jacinto            | Chủ tịch Kalikasan Fun Bike Quỹ vì trẻ em ở Philippines |
| 7         | General Manuel Roxas       | Chủ tịch Tổng công ty giải trí và trò chơi Philippines  |
| 8         | Tiziano Ceccarani          | Head, OE Mergers và Acquisitions                        |
| 9         | Dawn Zulueta               | Nữ diễn viên truyền hình và điện ảnh                    |
| 10        | Purissima Benitez Jahannot | Phó Giám đốc                                            |

## Các thí sinh
88 người đẹp tham dự cuộc thi năm nay:
- Albania – Shpresa Vitia
- Argentina – María Antonella Tognolla
- Úc – Victoria Louise Stewart
- Bahamas – Sharon Eula Rolle
- Bỉ – Melissa Cardaci
- Belize – Leilah Pandy
- Bolivia – Carla Loreto Fuentes Rivero
- Bosna và Hercegovina – Dženita Dumpor
- Botswana – Millicent Ollyn
- Brazil – Patrícia Andrade
- Cameroon – Pauline Marcelle Kack
- Canada – Jessica Trisko
- Trung Quốc – Yu Peipei
- Colombia – Mileth Johana Agámez
- Cộng hoà Congo – Maurielle Nkouka Massamba
- Costa Rica – Natalia Salas Mattey
- Cuba – Ariana Barouk
- Cộng hòa Séc – Eva Čerešňáková
- Đan Mạch – Trine Lundgaard Nielsen
- Cộng hòa Dominican – Themys Febriel
- Ecuador – Verónica Ochoa Crespo
- El Salvador – Julia Ayala
- Anh – Clair Cooper
- Ethiopia – Nardos Tafese
- Fiji – Minal Maneesha Ali
- Phần Lan – Anna Pohtimo
- Pháp – Alexandra Gaguen
- Georgia – Nanka Mamasakhlisi
- Đức – Sinem Ramazanoglu
- Ghana – Diana Naa Blankson
- Guadeloupe – Virgine Mulia
- Guatemala – Jessica Scheel
- Hồng Kông – Fan Miao-Meng
- Iceland – Katrín Dögg Sigurdardóttir
- Ấn Độ – Pooja Chitgopekar
- Indonesia – Artri Sulistyowati
- Israel – Mor Donay
- Ý – Bernadette Mazzù
- Nhật Bản – Ryoko Tominaga
- Kazakhstan – Zhazira Nurkhodjaeva
- Kenya – Volen Auma Owenga
- Hàn Quốc – Yoo Ji-eun
- Latvia – Ilze Jankovska
- Liban – Amale Al-Khoder
- Liberia – Telena Cassell
- Litva – Monika Baliunaite
- Ma Cao – Zhang Xiao-Yu
- Malaysia – Dorkas Cheok
- Martinique – Élodie Delor
- Mexico – María Fernanda Cánovas
- Nepal – Bandana Sharma
- Hà Lan – Milou Verhoeks
- New Zealand – Claire Kirby
- Nicaragua – Iva Grijalva Pashova
- Nigeria – Stacey Garvey
- Niue – Shevalyn Maika
- Bắc Ireland – Aine Gormley
- Na Uy – Margaret Paulin Hauge
- Paraguay – Griselda Quevedo
- Peru – Odilia Garcia
- Philippines – Jeanne Harn
- Ba Lan – Barbara Tatara
- Romania – Alina Gheorge
- Saint Lucia – Oneka McKoy
- Singapore – Nicole Chen Lin
- Sierra Leone – Theresa Turay
- Slovakia – Barbora Palovičová
- Slovenia – Tanja Trobec
- Nam Phi – Bokang Montjane
- Tây Ban Nha – Angela Gomez
- Suriname – Safyra Duurham
- Thụy Điển – Ivana Gagula
- Thụy Sĩ – Stefanie Gossweiler
- Đài Loan – Sonya Lee
- Tanzania – Angel Kileo
- Thái Lan – Jiraporn Sing-ieam †
- Tây Tạng – Tenzin Dolma
- Trinidad và Tobago – Carleen Ramlochansingh
- Quần đảo Turks và Caicos – Tameka Deveaux
- Uganda – Hellen Karungi
- Ukraine – Halyna Andreeva
- Hoa Kỳ – Lisa Marie Forbes
- Quần đảo Virgin (Mỹ) – Je T'aime Cerge
- Venezuela – Silvana Santaella
- Việt Nam – Trương Tri Trúc Diễm
- Wales – Sarah Fleming
- Zambia – Sphiwe Benasho
- Zimbabwe – Nyome Omar

## Chú ý

### Tham gia lần đầu
- Belize
- Congo
- Cuba
- Fiji
- Iceland
- Bắc Ireland
- Sierra Leone
- Suriname
- Quần đảo Virgin (Mỹ)
- Zimbabwe

### Sự trở lại
- Tham dự lần cuối vào năm 2001:
  -  Kazakhstan
- Tham dự lần cuối vào năm 2002:
  -  Uganda
- Tham dự lần cuối vào năm 2003:
  -  Slovenia
- Tham dự lần cuối vào năm 2004:
  -  Trinidad và Tobago
- Tham dự lần cuối vào năm 2005:
  -  Cameroon
  -  Colombia
  -  Hồng Kông
  -  Israel
  -  Latvia
  -  Ma Cao
  -  Niue
  -  Zambia

### Bỏ cuộc
- Quần đảo Cayman
- Chile
- Ai Cập
- Hy Lạp
- Haiti
- Ireland
- Macedonia
- Pakistan
- Puerto Rico
- Nga
- Samoa
- Serbia và Montenegro
- Tahiti

### Thay thế
- Tanzania – Kelly Kampton được thay thế bởi Angel Kileo.

### Không tham gia
- Curaçao – Fyrena Judica Hannah Martha
- Panama – Nadege Herrera

### Tham dự nhiều cuộc thi
Những thí sinh tham dự các cuộc thi khác:
| Hoa hậu Hoàn vũ - 2004: Belize – Leilah Pandy - 2006: Quần đảo Virgin (Mỹ) – Je T'aime Cerge - 2008: Ba Lan – Barbara Tatara - 2009: Anh – Clair Cooper (đại diện cho Vương quốc Liên hiệp Anh và Bắc Ireland) - 2010: Guatemala – Jessica Scheel (Top 10) - 2011: Nam Phi – Bokang Montjane Hoa hậu Thế giới - 2005: Đan Mạch – Trine Lundgaard Nielsen - 2006: Wales – Sarah Fleming - 2008: Martinique – Élodie Delor - 2011: Peru – Odilia Garcia - 2011: Nam Phi – Bokang Montjane (Top 7) Hoa hậu Quốc tế - 2006: Congo – Maurielle Nkouka Massamba - 2006: Tanzania – Angel Kileo - 2008: Ethiopia – Nardos Tafese - 2008: Liberia – Telena Cassell - 2009: Nam Phi – Bokang Montjane - 2011: New Zealand – Claire Kirby - 2011: Việt Nam – Trương Tri Trúc Diễm (Top 15) Hoa hậu Du lịch Quốc tế - 2005: Nhật Bản – Ryoko Tominaga - 2008: Latvia – Ilze Jankovska | Nữ hoàng Du lịch Quốc tế - 2007: Fiji – Minal Maneesha Ali - 2007: Pháp – Alexandra Gaguen - 2007: Niue – Shevalyn Maika - 2008: Bỉ – Melissa Cardaci Vẻ đẹp của thế giới - 2007: Cameroon – Pauline Marcelle Kack (Bán kết) - 2007: Bahamas – Sharon Eula Rolle Reina Hispanoamericana - 2008: El Salvador – Julia Ayala Reinado Internacional del Café - 2004: Venezuela – Silvana Santaella (Á hậu 2) - 2011: Ecuador – Verónica Ochoa Crespo Miss Caraïbes Hibiscus - 2006: Trinidad và Tobago – Carleen Ramlochansingh (Á hậu 2, Trang phục truyền thống đẹp nhất) Miss India Worldwide - 2003: Ấn Độ – Pooja Chitgopekar (Á hậu 1, Hoa hậu Tài năng, Hoa hậu Ảnh, đại diện cho New Zealand) Miss Italia nel Mondo - 2004: Venezuela – Silvana Santaella (Chiến thắng) |

## Chuyện bên lề
- Từ năm nay, Serbia và Montenegro chính thức ngừng tham gia các cuộc thi sắc đẹp bởi quốc gia này đã tách thành hai nước riêng Serbia cùng với Montenegro.
- Số thí sinh tham dự cuộc thi đông nhất từ trước đến giờ.
- Chile không cử đại diện tham dự. Đây là lần đầu tiên trong lịch sử cuộc thi khi đương kim Hoa hậu trao vương miện cho người kế nhiệm trong hoàn cảnh...quốc gia mình không có thí sinh đại diện.
- Ấn Độ tiếp tục đoạt vương miện Hoa hậu Không khí sau thành tích của Amruta Patki vào năm ngoái.
- Venezuela chiến thắng cả hai giải thưởng phụ là Trang phục dạ hội đẹp nhất và Trình diễn áo tắm đẹp nhất. Đây là lần đầu tiên trong lịch sử khi có 1 thí sinh giành được cả hai giải thưởng phụ quan trọng của cuộc thi.
- Canada gây ấn tượng khi "trượt vỏ chuối" ở cuộc thi những năm trước nhưng lại tỏa sáng ở năm nay và đoạt luôn vương miện.
- Bất chấp sự nhạy cảm về chính trị, cuộc thi năm nay có sự góp mặt của Trung Quốc, Đài Loan, Hồng Kông, Tây Tạng và Ma Cao.
- Ngày 26 tháng 11 năm 2020, Jiraporn Sing-ieam (Thái Lan) qua đời do bệnh ung thư gan.